# Maria Teresa Cybo-Malaspina

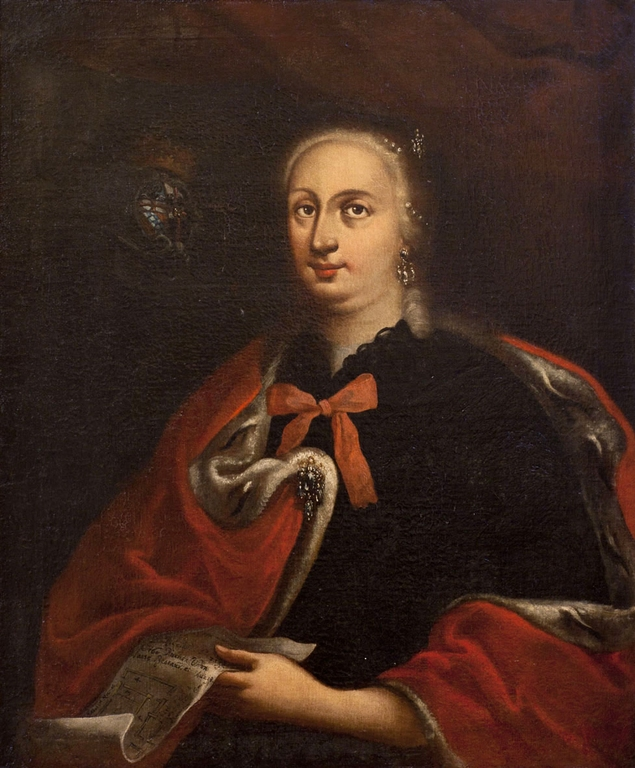
Ricciarda de Gonzague (1698-1768), mère de Marie-Thérèse.

Maria Teresa Cybo-Malaspina, née le 29 juin 1725 à Novellara et morte le 29 décembre 1790 à Reggio d'Émilie, est la souveraine du duché de Massa et de la principauté de Carrare pendant près de soixante ans. Fille aînée d'Alderano Ier Cybo-Malaspina (it), duc de Massa et Carrare, et de Ricciarda de Gonzague (it) (dernière descendante de la maison de Gonzague de Novellara et Bagnolo), elle est l'épouse d'Hercule III, duc de Modène.

## Biographie
Maria Teresa Cybo-Malaspina est née dans la ville de Novellara, aujourd'hui située dans la province de Reggio d'Émilie, mais faisant à l'époque partie du petit comté souverain de Novellara et Bagnolo, fief éponyme d'une branche cadette de la maison de Gonzague.
Sa mère, Ricciarda de Gonzague, est la dernière descendante de cette lignée. En 1728, après la mort sans héritier mâle de son frère Philippe Alphonse de Gonzague (it), et en raison de la loi salique qui exclue les femmes de la succession, le comté de Novellara devient un fief impérial vacant.
Dans la même période, le 18 août 1731, son père, Alderano Cybo-Malaspina, meurt : dans les deux petits États toscans de Massa et de Carrare, la loi salique ne s'applique pas, et Maria Teresa peut succéder à son père, étant l'aînée de trois filles. La régence a été attribuée préalablement à sa mère, qui administre alors également le comté de ses ancêtres par intérim, en attendant les décisions impériales, et est confirmée par un diplôme de l'empereur Charles VI daté du 15 septembre 1732.
Sa nouvelle position de souveraine des deux, quoique petits, États toscans fait de Maria Teresa un parti qui n’est pas sans attrait.
Dans l'intention d'établir un deuxième État savoyard en Italie centrale, le célèbre général et prince Eugène de Savoie, cadet d'une branche collatérale de la famille, demande la main de la très jeune duchesse pour son petit-neveu Eugène-Jean-François de Savoie-Carignan, comte de Soissons, seul descendant mâle de sa lignée familiale, et obtient l'approbation de l'empereur Charles VI et du roi de Sardaigne Charles Emmanuel III de Savoie, qu'il considère comme le chef de famille. Les accords de mariage sont signés à Vienne, où réside le prince, le 2 mai 1732 et, au mois d'octobre, le jeune promis de dix-sept ans se rend à Massa pour présenter ses hommages à sa petite fiancée et future belle-mère : le mariage n'a cependant pas lieu en raison de la mort prématurée du jeune comte à Mannheim le 23 novembre 1734.
Le décès du prétendant savoyard ne détermine en rien l'affaiblissement de l'intérêt de l'empereur pour le mariage de la duchesse de Massa et, après que les noms de quelques princes de la région allemande soient également proposés, l'empereur finit par avancer la candidature d'Hercule Renaud d'Este, le dernier descendant de la dynastie régnant sur le duché voisin de Modène et Reggio (et futur duc sous le nom d'Hercule III), lequel a deux ans de moins que Maria Teresa . Pour la famille d'Este, les deux petits États toscans constitueraient le débouché tant attendu sur la mer après la perte de Ferrare un siècle et demi plus tôt.
Pendant quelques années, pourtant, la régente Ricciarda de Gonzague se montre catégorique en refusant de prendre en considération d'autres candidatures, vu l'âge encore trop jeune de sa fille. Et cela malgré le fait que, de son côté, elle n'a pas encore complètement renoncé à ses aspirations sur le comté ancestral de Novellara et Bagnolo, et se trouve donc en mesure de dépendre de la faveur de Vienne.
Lorsque la duchesse a douze ans en 1737, l'empereur revient à la charge : le marquis Charles Philibert II d'Este-San Martino (it) (1678-1752), un oncle de Ricciarda, est de nouveau chargé de retourner à Massa pour rouvrir les négociations, en tant que représentant aussi du nouveau duc de Modène François III d'Este, père du fiancé. Cette fois, Ricciarda de Gonzague acquiesce et les accords de mariage sont signés le 20 mars 1738. L'épouse promise reçoit une dot de cent mille écus, mais le duc de Modène, en revanche, s'engage à augmenter de sa poche les dots dues au deux sœurs cadettes de Maria Teresa. Une fois le mariage conclu, la duchesse associerait son mari au gouvernement de ses États, tandis que le duc de Modène, qui en 1737 a reçu l'investiture impériale du comté de Novellara et Bagnolo, s'engage à permettre, en faveur de Ricciarda de Gonzague, la séparation entre les domaines allodiaux de sa famille et les droits féodaux du comté, et, une fois le mariage conclu, d'en laisser à Ricciarda elle-même la pleine gouvernance à vie, "de sorte que le cédant n'ait plus que le droit de souveraineté, dont il ne peut se dépouiller".
Mais il faut encore reporter le mariage jusqu'en 1741 pour que la jeune fille se rapproche au moins du seuil des quatorze ans. Le mariage est finalement célébré par procuration à Massa le 16 avril, avec le grand-oncle susmentionné de Maria Teresa, Charles Philibert II d'Este-San Martino, représentant le marié, mais la duchesse demeure dans son pays jusqu'à l'automne, entamant une correspondance suivie avec le duc, son beau-père, d'où ressortent la faveur et la bonne disposition avec lesquelles la petite fille avait accueilli le mariage.
Hercule Renaud, pourtant, ne supporte pas son épouse dès le début et le couple se révèle extrêmement mal assorti, parvenant à donner naissance à seulement deux enfants au début des années 1750, avant de se séparer définitivement  :
- Marie-Béatrice d'Este (7 avril 1750 – 14 novembre 1829) ;
- Renaud François d'Este (4 janvier 1753 - 5 mai 1753).

En 1744, la jeune duchesse atteint l'âge de la majorité et est officiellement investie du duché de Massa et Carrare par l'empereur Charles VII: sa mère lui remet alors les rênes du pouvoir. La jeune souveraine réforme le code de lois, construit un hôpital et promeut l'art, la culture et l'architecture en favorisant notamment la création de l'Académies des Arts de Carrare.

### Mariage de sa fille et héritière

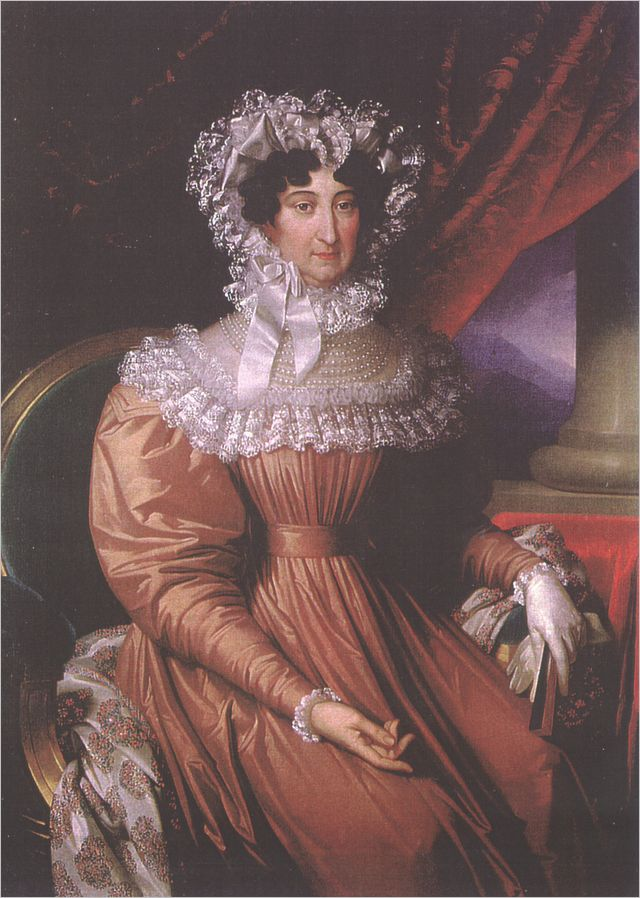
Marie-Béatrice d'Este, fille et héritière de Marie-Thérèse.

Son fils étant mort au berceau, c'est sa fille, Marie-Béatrice, qui doit hériter du duché de Massa et Carrare. Cependant, elle ne peut succéder à son père sur le trône du duché de Modène et Reggio, où la succession des femmes n'est pas prévue.
Divers projets de mariage sont envisagés pour Marie-Béatrice, notamment avec Ferdinand de Bourbon, héritier du duché de Parme. Outre le prestige d'une alliance avec le petit-fils des rois de France et d'Espagne, un tel mariage aurait très hypothétiquement permis la constitution d'un État indépendant d'une certaine importance au cœur de la péninsule italienne, mais le projet n'aboutit pas. Des contacts infructueux avec Londres, pour envisager une union avec la maison de Hanovre, ne sont pas plus concluants.
Le beau-père de Maria Teresa, le duc François III de Modène, est avant tout soucieux d'empêcher que, lors de l'extinction à venir de la maison d'Este, ses États ne soient purement et simplement réabsorbés par le Saint-Empire en tant que fief impérial vacant, tout comme, près de deux siècles plus tôt, Ferrare, fief du pape, avait été incorporée aux États pontificaux. En 1753, il conclut donc un accord de marriage et un traité secret avec la maison d'Autriche, par lesquels sa petite-fille, Marie-Béatrice, est promise à l'archiduc Pierre-Léopold de Habsbourg-Lorraine, tandis que le duc de Modène désigne ce dernier comme successeur, et assume dans l'intervalle la charge intérimaire de gouverneur de Milan, charge à laquelle l'archiduc est destiné en tant que troisième héritier mâle du couple impérial. Les Habsbourg s'engagent également à ne pas absorber directement les États d'Este dans leurs domaines, ni à les gouverner à distance. De même qu'après l'extinction de la dynastie des Médicis, le grand-duché de Toscane s'est transformé en une « secundogéniture » de la maison de Habsbourg, de même aussi avec les traités de 1753, les États d'Este sont en passe de devenir une sorte d'inhabituelle « tertiogéniture ».
Mais, en 1761, le deuxième fils du couple impérial, frère aîné de Pierre-Léopold, meurt, et celui-ci devient l'héritier du grand-duché de Toscane : en tant que « secundogéniture », cet État revient de droit au deuxième-né des Habsbourg-Lorraine et à ses descendants, et aussi, ayant été promu au deuxième poste, le très jeune Pierre-Léopold doit renoncer aux projets modénais antérieurs, y compris sa fiancée, qui reviennent au troisième héritier mâle. En 1763, donc, malgré l'opposition furieuse du père de l'épouse promise, Hercules-Renaud (qui est même assigné à résidence pendant un mois sur ordre du duc), les accords de dix ans plus tôt entre Este et Habsbourg-Lorraine sont mis à jour, simplement en remplaçant le nom de Pierre-Léopold par celui de son frère cadet l'archiduc Ferdinand, de quatre ans plus jeune que sa nouvelle fiancée. En janvier 1771, la Diète perpétuelle d'Empire ratifie la future investiture de Ferdinand comme duc de Modène et de Reggio et en octobre le couple se marie, donnant naissance à la nouvelle maison de Habsbourg-Este. François III restitue alors à Ferdinand son poste de gouverneur de Milan, où la nouvelle famille s'installe et où naissent coup sur coup les dix enfants du couple.

### Mort
Maria Teresa Cybo-Malaspina est morte en 1790 à Reggio d'Émilie, où elle s'est retirée depuis sa séparation définitive de son mari, à l'époque de la naissance et de la mort au berceau de leur deuxième enfant, près de quarante ans plus tôt. Elle est inhumée dans la basilique Notre-Dame de la Ghiara. Ses titres passent à sa fille.

## Titres
- 29 juin 1725 – 18 août 1731 : Dona Maria Teresa Cybo-Malaspina[citation nécessaire]
- 18 août 1731 – 29 décembre 1790 : la duchesse souveraine de Massa et princesse de Carrara
- 16 avril 1741 – 22 février 1780 : la duchesse héritière consort de Modène et Reggio
- 22 février 1780 – 29 décembre 1790 : la duchesse consort de Modène et Reggio